# 이한응 (1849년)
이한응(李漢應, 1849년 2월 24일 ~ 1905년 4월 23일)은 조선 후기의 무신, 군인이다. 자는 공모(公模), 본관은 우계(羽溪)이다. 다른 이름은 이한응(李漢膺), 이한경(李漢景)이다. 비슷한 시기에 문과(文科)에 급제하였으나 그 해에 사망한 동명이인 이한응(李漢應), 외교관 이한응(李漢應) 등의 동명이인이 비슷한 시기에 활동하였다. 충청북도 제천군 근우면 천남리(현, 제천시 천남동) 출신
1870년(고종 7년) 무과(武科)에 급제, 김병학의 건의로 특별히 내승에 제수되었다. 이복남의 봉사손이다.

## 생애
충청북도 제천군 근우면 천남리(현, 제천시 천남동) 출신으로, 아버지는 이복영(李復榮)이고 어머니는 능성구씨로 수군절도사 구명원(具命遠)의 후손 구병희(具秉禧)의 딸이다. 계모는 성주이씨로 이선(李銑)의 딸이다. 처음 이름은 이한경(李漢景)인데 뒤에 이한응(李漢應)으로 이름을 개명하였다. 
이름 개명 시점은 정확하지 않은데 승정원일기의 1870년 5월 20일자 기사에는 이미 이한응으로 나타나나, 승정원일기의 다른 기록, 1873년 8월 8일자 기사부터 1875년 12월 22일자 기사 등에는 본명인 이한경으로 나타난다.
규장각한국학연구원에 소장 중인 《진신무보(縉紳武譜)》 乾권(古4650-173) 111페이지,한국학중앙연구원 장서각에 소장중인 《무보(武譜)》 天권(K2-1741) 176페이지에는 모두 개명 전 본명인 이한경으로 기록됐다.
이한응의 증조부 이의석(李義碩)이 충북 제천시 천남동에 살던 통덕랑 이용(李墉)의 딸 전주이씨와 혼인하면서 경기도 과천군 금곡에서 처가가 있는 충북 제천군 천남리로 내려왔다. 또한 그의 10대조이자 이의석의 7대조 이복남의 정려문인 충신 이복남 정려가 제천군 봉양읍에 세워져, 후일 충주시 주덕읍 당우리 521-1번지로 이전되기 전까지 존재했다. 이후 이의석의 후손들은 제천 천남리, 중원군 주덕읍 당우리 등에 정착하게 되었다. 증조모의 친정아버지 이용은 하계군 이거(夏溪君 李木+居)의 증손녀이자 선조의 아홉번째 아들 경창군 주의 6대손이다.
1870년(고종 7년) 봄 무과(武科)에 급제, 영의정 김병학(金炳學)의 건의로 특별히 가설 내승(內乘)에 임명되었다. 김병학은 '(故) 충장공(忠壯公) 이복남(李福男)이 나라를 위해서 목숨을 바친 절개와 의리에 대해서는 열성조(列聖朝)로부터 여러 번에 걸쳐 보답하는 은전(恩典)을 받았습니다. 이번에 그의 봉사손(奉祀孫)이 과거에 합격하였으니, 마땅히 조정에서 뜻을 보여주는 거조(擧措)가 있어야 하겠습니다. 종전에는 이러한 사람들에 대하여 선전관(宣傳官)과 내승(內乘) 중에 가설(加設)하여 단부(單付)한 전례(前例)가 이미 많았다'며 그에게도 선전관이나 내승을 가설하여 임명해줄 것을 청하였다.
그해 6월 3일 다시 내승 가설에 임명되었다. 1872년 1월 15일 부사과, 7월 15일 무겸이 되었다.
1873년 8월 8일 훈련주부, 그해 10월 10일 훈련판관, 1874년 7월 12일 도총경력, 1875년 1월 21일 도총경력, 그해 12월 22일 무겸 등을 역임했다.
1879년(고종 16년) 6월 23일 부사정을 지냈다. 1888년 1월 29일 부사과가 되었다. 1905년(광무 8년) 4월 23일에 사망하였다. 묘소는 충청북도 중원군 이류면 가장리(현, 충청북도 충주시 대소원면 가장리) 장현(長峴) 고개 자좌(子坐)에 있다.

## 같이 보기
- 충신 이복남 정려
- 경창군